# Martin Lundell
För andra betydelser, se Martin Lundell (olika betydelser).
Martin Lundell, född 1964, är en svensk bangolfare, som representerar Olofströms BGK.
Lundell har spelat i landslaget 1982-1998, 2010-2023 i bangolf, 4 EM-guld i lag, 2 EM-guld individuellt (2012, 2015), svensk mästare individuellt (1985, 2010), svensk mästare i mixed (tillsammans med frun Annelie Lundell) 3 gånger (2013, 2019, 2023), 8 NM-guld i lag, individuell medaljör på NM vid 3 tillfällen, har 28 gånger presterat den perfekta rundan (18 banor på 18 slag).